# RF-8 (アエロサン)
RF-8（ロシア語: РФ-8）とは、ソビエト軍が第二次世界大戦と冬戦争で使用していた軍用アエロサン（プロペラ推進式スノーモービル）である。GAZ-98（ロシア語: ГАЗ-98）、RF-8-GAZ-98等の名称でも知られる。
行動範囲は雪上に限定されるもののキャタピラよりも高速移動が可能であり、偵察や連絡などに用いられていた。

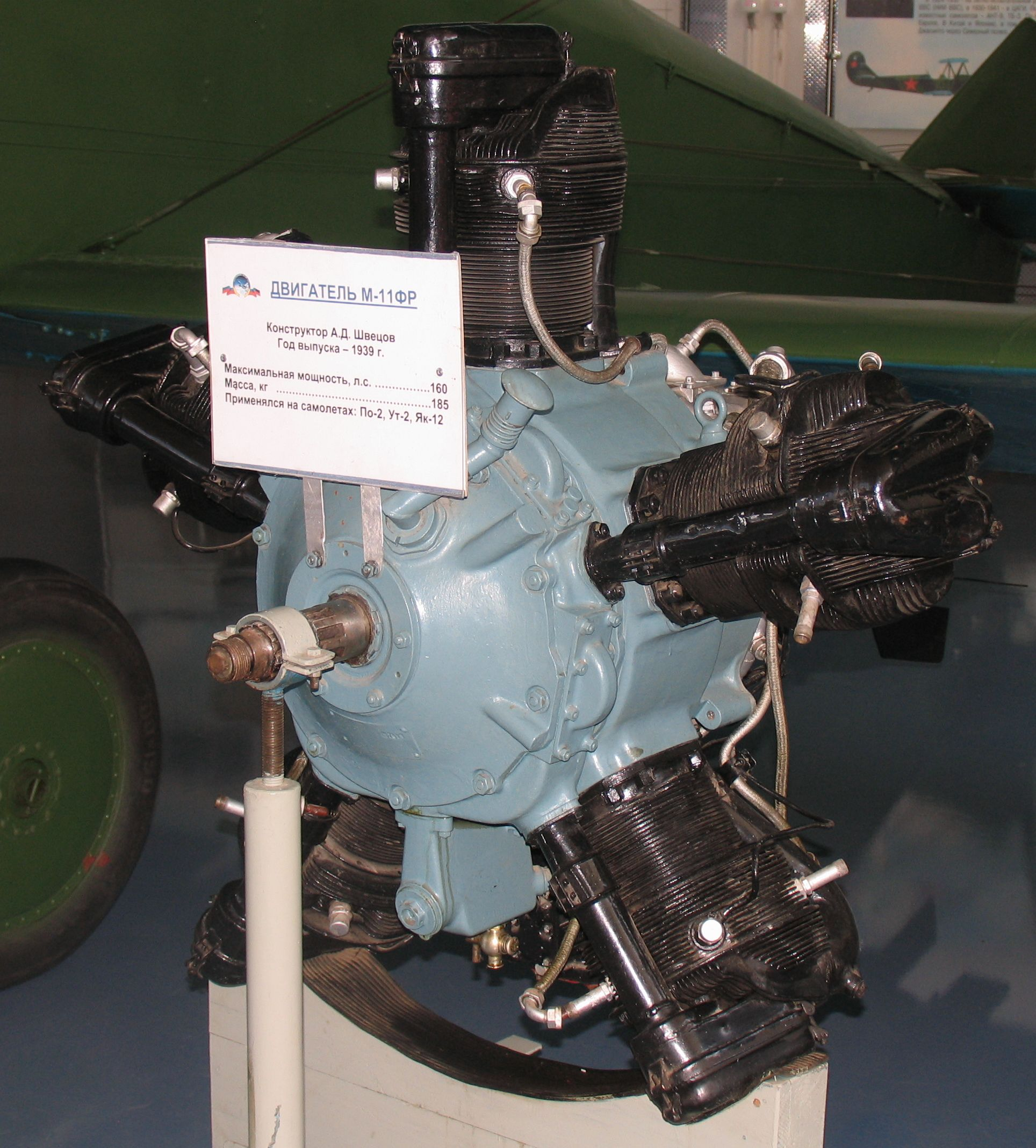
改良型GAZ-98Kに搭載されたシュベツォフ M-11FRエンジン

車体は軽さを優先した合板製で、後部座席の後ろに燃料タンクが設けられており、その上にエンジンを載せていた。
プロペラ推進のアエロサンはエンジンの力がそのまま地面に伝わるわけではないため重くするととたんに鈍くなってしまう。